# Gilbertski jezik
Gilbertski jezik (kiribati, i-kiribati, ikiribati; gilbertese; ISO 639-3: gil), mikronezijski jezik kojim govori 71 550 ljudi u nekoliko oceanijskih otočnih država, i nešto na području SAD-a (140; popis 2000.), točnije na Havajima.
Većina pripadnika etničke grupe (I-Kiribati) živi na Kiribatima, otočje Gilbert (58 300; 1987); 5300 na Fidžiju (1988); 4870 na Solomonskim otocima (1999 SIL); 870 na Tuvalu (1987).
Na Kiribatima je nacionalni jezik. Piše se na latinici.
Gilbertski čini posebnu podskupinu mikronezijskih jezika.

## Vanjske poveznice
- Ethnologue (14th)
- Ethnologue (15th)